# Sol Madrid
Sol Madrid (Brasil: Os Corruptores  ) é um filme estadunidense, de 1968, dos gêneros drama e policial, dirigido por Brian G. Hutton,  roteirizado por David Karp, baseado no livro Fruit of the Poppy de Robert Wilder, música de Lalo Schifrin.

## Sinopse
Um policial, agente disfarçado da narcóticos, é designado a perseguir um perigoso executivo da Máfia.

## Elenco
- David McCallum ....... Sol Madrid
- Stella Stevens ....... Stacey Woodward
- Telly Savalas ....... Emil Dietrich
- Ricardo Montalban ....... Jalisco
- Rip Torn ....... Dano Villanova
- Pat Hingle ....... Harry Mitchell
- Paul Lukas .......  Capo Riccione
- Michael Ansara ....... Capitão Ortega
- Perry Lopez
- Michael Conrad ....... Scarpi
- Robert Rockwell ....... Chefe Danvers
- Merritt Bohn
- Madge Cameron
- Shepherd Sanders
- Henry A. Escalante